# Norbert Haug
Norbert Haug (ur. 24 listopada 1952 w Grunbach) – Niemiec kontrolujący wszystkie działania firmy Mercedes-Benz w sportach motorowych, takich jak Formuła 1, Formuła 3 i DTM.
Haug dążył do zrobienia kariery w dziennikarstwie. Ścigał się też w wyścigu 24 godziny Nürburgring (w 1985 roku był drugi), zanim dołączył do Mercedesa w 1988 roku.
Pod jego kierunkiem Mercedes odnosił sukcesy we wszystkich kategoriach wyścigowych, w jakich brał udział, wygrywał wiele wyścigów i zdobywał wiele tytułów. Głównie dzięki Haugowi od 1995 roku Mercedes dostarcza silniki zespołowi Formuły 1 McLaren.